# Ludwig von Hanau-Lichtenberg (1464–1484)
Ludwig von Hanau-Lichtenberg (* 23. August 1464; † 30. Dezember 1484 in Trient) war ein nachgeborener Sohn des Grafen Philipp I. (des Älteren) von Hanau-Lichtenberg und seiner Ehefrau Anna von Lichtenberg.

## Jugend und Regierungsbeteiligung
Ludwig studierte 1476 in Heidelberg und später in Mainz. Nach dem Tod des Vaters erhob er gegenüber seinem älteren Bruder, Philipp II., Ansprüche auf die Herrschaft. Die Primogenitur war zwar in den Hanauer Familienstatuten seit dem 14. Jahrhundert verankert, gleichwohl sprach aber das allgemeine Erbrecht für eine Landesteilung. Unter Vermittlung von Graf Philipp I. von Hanau-Münzenberg kam es innerhalb kurzer Zeit zu einem Ausgleich, und Ludwig verzichtete auf seinen Anspruch.

## Pilgerfahrt nach Jerusalem und Tod
Am 27. April 1484 brach er zusammen mit Graf Johann V. von Nassau zu einer Pilgerreise nach Jerusalem auf. Dazu hatte er sich  zuvor extra eine „Instruction“, also einen „Reiseführer“, von Bernhard von Breidenbach erstellen lassen, der gerade aus dem Heiligen Land nach Mainz zurückgekehrt war. Die Reiseaufzeichnungen von Graf Ludwig sind erhalten, enthalten allerdings vorwiegend buchhalterische Angaben und eine Liste der besuchten Stätten. Auf dem Rückweg der Reise starb Ludwig am 30. Dezember 1484 in Trient, wo er in der Simeonskirche beigesetzt wurde.

## Außereheliches Verhältnis
Graf Ludwig hatte außereheliche Kinder mit einer oder zwei unbekannten Frauen:
1. Hans von Hanau (* zwischen 1480 und 1484).[3]
2. Cornelius von Hanau (*zwischen 1480 und 1484; † 1549).[4]

## Vorfahren
| Ahnentafel des Grafen Ludwig von Hanau-Lichtenberg | Ahnentafel des Grafen Ludwig von Hanau-Lichtenberg                                        | Ahnentafel des Grafen Ludwig von Hanau-Lichtenberg                                        | Ahnentafel des Grafen Ludwig von Hanau-Lichtenberg                                        | Ahnentafel des Grafen Ludwig von Hanau-Lichtenberg                                        | Ahnentafel des Grafen Ludwig von Hanau-Lichtenberg | Ahnentafel des Grafen Ludwig von Hanau-Lichtenberg |
| -------------------------------------------------- | ----------------------------------------------------------------------------------------- | ----------------------------------------------------------------------------------------- | ----------------------------------------------------------------------------------------- | ----------------------------------------------------------------------------------------- | -------------------------------------------------- | -------------------------------------------------- |
| Urgroßeltern                                       | Ulrich IV. von Hanau (* ca. 1330; † 1380) ⚭ Elisabeth von Wertheim (* 1347; † 1378)       | Heinrich II. von Nassau-Beilstein (* ?; † 1412) ⚭ Katharina von Randerode (* ?; † 1415)   | Ludwig IV. von Lichtenberg (* 1387; † 1434) ⚭ Anna von Baden (* 1399; † 1421)             | Albrecht I. von Haus Hohenlohe (* 1370; † 1429) ⚭ Elisabeth von Hanau (* 1395; † 1475)    |                                                    |                                                    |
| Großeltern                                         | Reinhard II. von Hanau (* 1369; † 1451) ⚭ Katharina von Nassau-Beilstein (* ?; † 1459)    | Reinhard II. von Hanau (* 1369; † 1451) ⚭ Katharina von Nassau-Beilstein (* ?; † 1459)    | Ludwig V. von Lichtenberg (* 1433; † 1471) ⚭ Elisabeth von Hohenlohe (* 1441; † 1488)     | Ludwig V. von Lichtenberg (* 1433; † 1471) ⚭ Elisabeth von Hohenlohe (* 1441; † 1488)     |                                                    |                                                    |
| Eltern                                             | Philipp I. von Hanau-Lichtenberg (* 1417; † 1480) ⚭ Anna von Lichtenberg (* 1442; † 1474) | Philipp I. von Hanau-Lichtenberg (* 1417; † 1480) ⚭ Anna von Lichtenberg (* 1442; † 1474) | Philipp I. von Hanau-Lichtenberg (* 1417; † 1480) ⚭ Anna von Lichtenberg (* 1442; † 1474) | Philipp I. von Hanau-Lichtenberg (* 1417; † 1480) ⚭ Anna von Lichtenberg (* 1442; † 1474) |                                                    |                                                    |
| Ludwig von Hanau-Lichtenberg                       |                                                                                           |                                                                                           |                                                                                           |                                                                                           |                                                    |                                                    |